# Crotonia cervicorna
Crotonia cervicorna är en kvalsterart som beskrevs av Malcolm Luxton 1982. Crotonia cervicorna ingår i släktet Crotonia och familjen Crotoniidae. Inga underarter finns listade i Catalogue of Life.